# Luciano Alghisi
Luciano Alghisi (Greco Milanese, 18 aprile 1917 – Milano, 7 novembre 2004) è stato un calciatore italiano, di ruolo attaccante.

## Carriera
Dopo aver militato in gioventù nell'Ambrosiana, la sua carriera inizia a Vigevano, al Vigevano Calcio, dove nella stagione 1937-1938 in Serie B realizza cinque gol. Nel 1938 viene ceduto alla Roma con cui alla prima giornata esordisce in Serie A, il 18 settembre 1938, in Roma-Milan (1-0), partita in cui segna il gol decisivo per la vittoria. Nella Roma trova poco spazio a causa dell'acquisto di Miguel Ángel Pantó, goleador giallorosso che acquistato nel 1939 copre il suo medesimo ruolo, e per questo viene frequentemente impiegato nella squadra delle riserve. A Roma resta due anni, fino al 1940, collezionando dodici gol nella sua esperienza nella capitale che lo renderanno il secondo migliore cannoniere della squadra in entrambe le stagioni (nella stagione 1938-1939 con 7 reti, dietro Michelini ed in quella 1939-1940 con 5, dietro Pantó).
Nel 1940 si trasferisce a Bari, dove trascorre una stagione in Serie A e segnando un unico gol alla 24ª giornata, il 23 marzo 1941, decisivo per battere in casa il Bologna 1-0. L'anno successivo passa alla Liguria dove riprende a giocare e segnare; nelle due stagioni con essa in trentuno presenze sigla sei reti, tra cui una doppietta alla Lazio (terza giornata, 9 novembre 1941, vittoria casalinga per 4-1, con l'altra doppietta segnata da Meroni) e un gol nel derby, 25ª giornata del 10 maggio 1942, sconfitta casalinga per 3-4. Nel 1945 è al soldo della Pro Italia di Taranto, nel Campionato misto, che però non concluderà causa il ritiro prematuro della sua formazione. Viene quindi ceduto al Padova, in Serie B, dove realizza undici gol in trentadue apparizioni. La sua conclude dopo aver passato due anni con il Varese e tre con il Pavia, prima di ritirarsi nel 1951.